# Mariana González Oliva
Mariana González Oliva (12. ožujka 1976.) je argentinska hokejašica na travi. Obrambena je igračica. Igra na sredini terena (mediocampista).
Svojim igrama je izborila mjesto u argentinskoj izabranoj vrsti. 
Po stanju od 3. studenoga 2009., igra za klub Club Ciudad de Buenos Aires.

## Sudjelovanja na velikim natjecanjima
Na SP-u 2002. je osvojila zlatno odličje, a na OI 2008. je osvojila brončano odličje.

## Vanjske poveznice
- OI 2008.
- Argentinski hokejaški savez